# Салак, Александр
Алекса́ндр Сала́к (чеш. Alexander Salák; 5 января 1987, Страконице) — чешский хоккеист, вратарь.

### Начало карьеры
Воспитанник чешского хоккейного клуба. С 2002 по 2006 год находился в системе подготовки «Ческе-Будеёвице», выступал за молодёжные команды. В сезоне 2005/2006 играл на правах аренды в клубах третьего дивизиона «Страконице» и «Табор».

### «Флорида Пантерз»
В сезоне 2009/2010 в основном выступал за команду АХЛ «Рочестер Американс», которая в тот период была фарм-клубом «Флориды». В составе «пантер» дебютировал 9 октября 2009 года в матче регулярного чемпионата против клуба «Каролина Харрикейнз». За оставшуюся часть сезона ещё лишь раз выходил на лёд в составе «Флориды» и в августе 2010 года был отдан в аренду шведскому «Ферьестаду», с которым стал чемпионом Швеции.

### «Чикаго Блэкхокс»
9 февраля 2011 года вместе со своим соотечественником Михаэлом Фроликом был обменян из «Флориды» в «Чикаго Блэкхокс».
Сезон 2010/11 провёл в АХЛ в фарм-клубе «Чикаго» «Рокфорд АйсХогс», не сыграв в НХЛ ни одного матча. По окончании сезона вернулся в «Ферьестад».

### Международная
В составе сборной Чехии принимал участие в чемпионате мира—2013 и сыграл на турнире 3 матча.

## Достижения
- Чемпион Швеции 2010/11.
- Лучший вратарь чемпионата Швеции по коэффициенту непробиваемости 2012/13.
- Участник матча звёзд КХЛ: 2015
- Бронзовый призёр чемпионата КХЛ 2014/15 в составе новосибирской «Сибири»
- Бронзовый призёр чешской Экстралиги 2020/21 в составе пражской "Спарты»

## Семья
Женат. Четверо детей: Фредерик (род. 2011), Себастьян (род. 2013), Шарлотта (род. 2015), Беатрис-Анна(род. 2016)